# The Supersuckers
The Supersuckers és una banda de rock estatunidenca, formada l'any 1988, la música de la qual va des del rock alternatiu fins al country rock i el cowpunk. AllMusic descriu la banda com «els fills bastards de Foghat, AC/DC i ZZ Top després d'haver estat deslletats al punk rock, sense por als riffs de guitarra massius, personalitats descomunals o jurar lleialtat al sexe, l'herba i Satanàs».

## Discografia

### Àlbums d'estudi
- The Smoke of Hell (1992)
- La Mano Cornuda (1994)
- The Sacrilicious Sounds of the Supersuckers (1995)
- Must've Been High (1997)
- The Evil Powers of Rock 'N' Roll (1999)
- Motherfuckers Be Trippin' (2003)
- Paid (2006)
- Get It Together (2008)
- Get the Hell (2014)
- Holdin' the Bag (2015)
- Suck It (2018)
- Play That Rock N' Roll (2020)

### Compartits
- "Supersuckers" / "Steve Earle" (1997, senzill compartit amb Steve Earle)[4][5]
- Splitsville 1 (2002, àlbum compartit amb Electric Frankenstein)

### Àlbums en directe
- Must've Been Live (2002)
- Live at the Magic Bag (2004)
- Live at the Tractor Tavern (2004)
- Live at Bart's CD Cellar & Record Shop (2006)[6]
- Live at the Whole Foods Market Digital Download (2007)

### Àlbums recopilatoris
- The Songs All Sound the Same (1992)
- How the Supersuckers Became the Greatest Rock and Roll Band in the World (1999)
- Devil's Food (2005)
- Black Supersuckers – Sub Pop Demos (2009)[7]